# Neobyctiscidius weibaoshanensis
Neobyctiscidius weibaoshanensis is een keversoort uit de familie Rhynchitidae. De wetenschappelijke naam van de soort is voor het eerst geldig gepubliceerd in 2008 door Legalov.